# Alex Raphael Meschini
Alex Raphael Meschini más conocido como Alex (n. Cornélio Procópio, Brasil, 25 de marzo de 1982) es un exfutbolista brasileño que se desempeñaba como centrocampista en el Internacional y en Corinthians, entre otros clubes. Fue internacional absoluto con su selección.

## Carrera

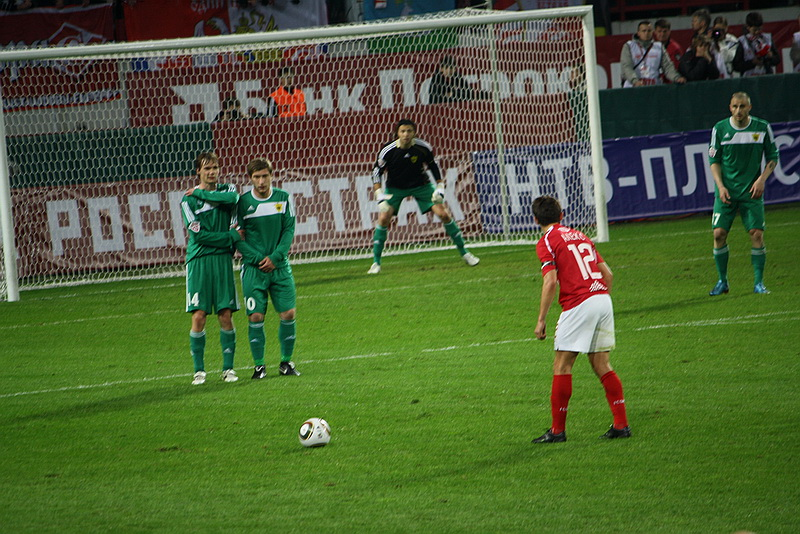
Alex a punto de rematar un tiro libre para el FC Spartak de Moscú ante el FC Anzhi.

Alex inició su carrera profesional en el Guarani, a mediados del año 2003. El jugador jugó como defensor lateral en el Brasileirão 2003 y después jugó en el mediocampo donde demostró su mejor estilo de juego. En el año 2004, con apenas 21 años, fue transferido para el Internacional de Porto Alegre.
Tuvo una participación muy importante en el equipo del Internacional que venció la Copa Libertadores, inclusive marcando un gol importante en la semifinal del torneo frente a Libertad, y Mundial de Clubes, en 2006. 
En 2007, jugó para la selección brasileña en la posición de defensor lateral, pero no tuvo mucho éxito.
El 2008 fue el año de su consagración. Jugando más adelantado y formando pareja de ataque con Nilmar, fue el máximo artillero del Campeonato Gaúcho (del que fue campeón) con trece goles, y elegido la figura del campeonato. En el Brasileirão fue una de las figuras del equipo y en la Copa Sudamericana del mismo año fue uno de los goleadores de la competición, marcó un gol en la final y fue la figura del torneo.
El 20 de febrero de 2009, Alex fue transferido del Internacional al FC Spartak de Moscú, en € 5 millones.
Fue el quinto goleador de la Liga Premier de Rusia 2009 con 12 tantos. Fue transferido del FC Spartak de Moscúal Corinthians el 2011 por acerca de U$7 millones. Por el Corinthians, ganó el campeonato brasileño 2011 e la Copa Libertadores 2012. Después de la conquista de la Copa Libertadores, fue transferido al Al-Gharafa de Catar por cerca de US$7 500 000 (siete millones quinientos mil dólares). En julio de 2013, regresó al Internacional, que pagó cerca de US$5 000 000 (cinco millones de dólares), rescindiendo el contrato a comienzos de 2017.

## Selección brasileña
En octubre de 2008, Alex fue convocado por el seleccionador Dunga para los dos encuentros frente a Venezuela y Colombia de las eliminatorias 2010, en lugar de Júlio Baptista, que se encontraba lesionado. Fue convocado también para el amistoso con Portugal, jugado el 19 de noviembre de 2008.
En 24 de septiembre de 2009, volvió a ser convocado, esta vez para los partidos frente a Bolivia y Venezuela.

## Clubes
| Club          | País   | Año         |
| ------------- | ------ | ----------- |
| Guarani       | Brasil | 2003 − 2004 |
| Internacional | Brasil | 2004 − 2009 |
| Spartak Moscú | Rusia  | 2009 − 2011 |
| Corinthians   | Brasil | 2011 − 2012 |
| Al-Gharafa    | Catar  | 2013        |
| Internacional | Brasil | 2013 − 2016 |

## Palmarés

### Campeonatos Regionales
| Título            | Club          | País               | Año  |
| ----------------- | ------------- | ------------------ | ---- |
| Campeonato Gaúcho | Internacional | Río Grande del Sur | 2004 |
| Campeonato Gaúcho | Internacional | Río Grande del Sur | 2005 |
| Campeonato Gaúcho | Internacional | Río Grande del Sur | 2008 |
| Campeonato Gaúcho | Internacional | Río Grande del Sur | 2014 |
| Campeonato Gaúcho | Internacional | Río Grande del Sur | 2015 |
| Campeonato Gaúcho | Internacional | Río Grande del Sur | 2016 |

### Campeonatos nacionales
| Título               | Club        | País   | Año  |
| -------------------- | ----------- | ------ | ---- |
| Campeonato Brasileño | Corinthians | Brasil | 2011 |

### Copas internacionales
| Título                 | Club          | Sede         | Año  |
| ---------------------- | ------------- | ------------ | ---- |
| Copa Libertadores      | Internacional | Porto Alegre | 2006 |
| Copa Mundial de Clubes | Internacional | Japón        | 2006 |
| Recopa Sudamericana    | Internacional | Porto Alegre | 2007 |
| Copa Sudamericana      | Internacional | Porto Alegre | 2008 |
| Copa Libertadores      | Corinthians   | San Pablo    | 2012 |

### Distinciones individuales
| Distinción                                        | Año  |
| ------------------------------------------------- | ---- |
| Máximo Goleador del Campeonato Gaúcho             | 2008 |
| Máximo Goleador de la Copa Sudamericana (5 goles) | 2008 |
| Mejor jugador del Campeonato Gaúcho               | 2008 |
| Premio Crack del Brasileirão                      | 2008 |
| Miembro del Equipo Ideal de América               | 2008 |